# Masdevallia merinoi
Masdevallia merinoi là một loài thực vật có hoa trong họ Lan. Loài này được Luer & J.Portilla mô tả khoa học đầu tiên năm 1999.